# New Found Power
New Found Power es el primer y único álbum de estudio lanzado por la banda de Groove Metal Damageplan. Vendió 44.676 copias en su primera semana, alcanzando el puesto número 38 en el Billboard 200.

## Lista de canciones
| N.º | Título                        | Duración |  |
| 1.  | «Wake up»                     | 4:29     |  |
| 2.  | «Breathing New Life»          | 3:49     |  |
| 3.  | «New Found Power»             | 3:25     |  |
| 4.  | «Pride»                       | 4:17     |  |
| 5.  | «Fuck You (con Corey Taylor)» | 3:09     |  |
| 6.  | «Reborn (con Zakk Wylde)»     | 4:02     |  |
| 7.  | «Explode»                     | 3:13     |  |
| 8.  | «Save Me»                     | 3:36     |  |
| 9.  | «Cold Blooded»                | 4:57     |  |
| 10. | «Crawl»                       | 5:30     |  |
| 11. | «Blink of an Eye»             | 4:19     |  |
| 12. | «Blunt Force Trauma»          | 4:57     |  |
| 13. | «Moment of Truth»             | 6:51     |  |
| 14. | «Soul Bleed (con Zakk Wylde)» | 5:13     |  |

Versión Japonesa

| N.º | Título                                | Duración |  |
| 1.  | «Ashes to Ashes (con Jerry Cantrell)» |          |  |

## Personal
Damageplan
- Patrick Lachman - vocalista
- Dimebag Darrell - guitarrista, bajista (Bob Zilla se unió al grupo posteriormente a la grabación del álbum)
- Vinnie Paul - baterista

Músicos invitados
- Corey Taylor - segundo verso, breakdown, y en el último coro en "Fuck You"
- Zakk Wylde - segundo solo en "Reborn" y Respuesta en "Soul Bleed"
- Jerry Cantrell - cantante en "Ashes to Ashes"

Producción
- Producido por Vinnie Paul y Dimebag Darrell
- Coproducido por Sterling Winfield  Pat Lachman
- Masterización en los estudios de Masterdisk por Howie Weinberg y Roger Lian
- Arreglos en "Soul Bleed" por Johnny Marshall
- mezcla de "Soul Bleed" por Sterling Winfield
- secuenciador adicional y productor en "Pride" by Rae Nimeh
- Todos los demás arreglos y mezclas fueron grabados en los estudios Chasin' Jason, Dalworthington Gardens, Texas

## Posicionamiento en listas
| Año  | Lista         | Posición |
| ---- | ------------- | -------- |
| 2004 | Billboard 200 | 38       |